# Megachile pseudolegalis
Megachile pseudolegalis is een vliesvleugelig insect uit de familie Megachilidae. De wetenschappelijke naam van de soort is voor het eerst geldig gepubliceerd in 1957 door Mitchell.